# Komisioniranje
Komisioniranje je proces zbiranja blaga iz skladišča glede na vsebino in obseg posameznih delovnih nalogov. Je osnovni proces skladiščenja in ima velik vpliv na produktivnost celotne oskrbne verige. Najpogostejša cilja pri načrtovanju in oblikovanju komisionirnih sistemov sta maksimiranje učinkovitosti komisioniranja (določitev minimalnih komisionirnih poti) in minimiranje stroškov.

## Sistemi komisioniranja
- človek k blagu: najpogosteje uporabljen sistem, pri katerem komisionar potuje do blaga (običajno z viličarjem ali vozičkom) in ga nabira kot je določeno v delovnem nalogu
- blago k človeku: transporterji pripeljejo blago do komisionarja. Ta sistem se med drugim veliko uporablja pri avtomatiziranem načinu skladiščenja transportno-skladiščnih enot. Najdemo jih v mnogih panogah avtomobilske, kemične, farmacevtske industrije itd.
- avtomatizacija: delo komisionarja opravljajo roboti in avtomati.

## Kriteriji za organiziranje komisioniranja:
- delitev skladišča v eno ali več con: pri enoconskem sistemu vsak komisionar nabira blago iz celotnega področja skladišča, pri večconskem sistemu pa vsakemu komisionirju dodelimo določen del skladišča.
- zaporedni in vzporedni način komisioniranja: pri zaporednem postopku se posamezni nalogi komisionirajo eden za drugim, pri vzporednem postopku pa več komisionarjev istočasno obdeluje samo en nalog.
- enostopenjsko komisioniranje: komisionar obdela sam cel nalog.
- enostopenjsko več-consko komisioniranje: več komisionarjev obdeluje en nalog.
- dvostopenjsko komisioniranje: 
  1. stopnja: prejem seznama združenih več nalogov,
  2. stopnja: artikle razvrstimo na posamezne naloge.